# Pastorale op. 147 de Milhaud
Pour les articles homonymes, voir Pastorale (Milhaud).
Pastorale, op. 147, est un trio d'anches pour clarinette, hautbois et basson de Darius Milhaud composé en 1935.

## Présentation
Pastorale de Darius Milhaud est une page de musique de chambre pour trio d'anches composée à Bruxelles en 1935,.
L'œuvre, dédiée au trio d'anches de Paris, est créée par l'ensemble dédicataire le 5 novembre 1936 à Bourges,.
De forme ternaire, la Pastorale dénote, pour Alexis Kossenko, une « préoccupation [...] descriptive et narrative ; sous le chant aisé du hautbois, la clarinette évoque le bruissement des feuilles dans la brise, tandis que le basson déambule tranquillement, un rien pataud. [...] La partie centrale donne pour un temps de la pertinence au débat, mais décidément, l'humeur est plutôt à flâner, et c'est sur ce ton que s'achève la pièce après une réexposition ».
La partition, d'une durée moyenne d'exécution de quatre minutes environ, est publiée par les Éditions sociales internationales (Le Chant du monde). Dans le catalogue des œuvres de Darius Milhaud, Pastorale porte le numéro d'opus 147.

## Discographie
- 20th Century French Wind Trios — Georges Auric (Trio), Joseph Canteloube (Rustiques), Jean Françaix (Divertissement), Jacques Ibert (Cinq Pièces en trio), Darius Milhaud (Suite d'après Corrette ; Pastorale), Paul Pierné (Bucolique variée), Alexandre Tansman (Suite pour trio d'anches) — The Chicago Chamber Musicians, Cedille Records CDR 90000 040, 1998.
- Trios d'anches — Georges Auric (Trio), Jacques Ibert (Cinq Pièces en trio), Darius Milhaud (Pastorale et Suite d'après Corrette), Jean Françaix (Divertissement), Henri Tomasi (Concert champêtre), Florent Schmitt (À tour d'anches) — François Meyer (hautbois), Paul Meyer (clarinette), Gilbert Audin (basson) et Éric Le Sage (piano), RCA Red Seal 74321 690852, 1999.

### Livres
- Paul Collaer, Darius Milhaud : Nouvelle édition revue et augmentée, accompagnée du catalogue des œuvres et d'une discographie, Genève-Paris, Éditions Slatkine, 1982, 617 p. (ISBN 2-05-100375-0). .
- François-René Tranchefort, « Darius Milhaud », dans François-René Tranchefort (dir.), Guide de la musique de chambre, Paris, Fayard, coll. « Les Indispensables de la musique », 1989, 995 p. (ISBN 2-213-02403-0), p. 597–610.
- Colin Mason et Edwin Evans (trad. Marie-Stella Pâris, édition française revue et augmentée par Alain Pâris), « Milhaud, Darius », dans Walter Willson Cobbett (dir.), Dictionnaire encyclopédique de la musique de chambre, vol. II : K–Z, Paris, Éditions Robert Laffont, coll. « Bouquins », 1999 (ISBN 2-221-07848-9), p. 955–963.